# زیر آفتاب توسکانی (فیلم)
زیر آفتاب توسکانی (انگلیسی: Under the Tuscan Sun) فیلمی در ژانر کمدی-درام و رمانتیک به نویسندگی، تهیه‌کنندگی و کارگردانی آدری ولز است که در سال ۲۰۰۳ پخش شد، و دایان لین در آن ایفای نقش دارد. فیلم بر پایهٔ خاطرات «فرانسس مِیز» با نام «آفتاب توسکانی» در سال ۱۹۹۶ انتشار یافته و درباره نویسنده‌ای است که به‌تازگی از همسرش طلاق گرفته و به‌صورت ناگهانی و در طی یک سفر گردشگری ویلایی در توسکانی می‌خرد، به این امید که این کار باعث دگرگونی در زندگی‌اش شود، ساخته شده است. دایان لین به خاطر بازی‌ در این فیلم، نامزد دریافت جایزه گلدن گلوب به‌عنوان بهترین بازیگر زن در فیلم کمدی یا موزیکال شد.
فیلمی با داستان مشابه به نام زیر آفتاب ریچونه در سال ۲۰۲۰ منتشر شده است.

## داستان
فرانسس می‌یز نویسنده‌ای اهل سان‌فرانسیسکو است که زندگی ظاهراً بی‌نقصش، هنگامی که متوجه می‌شود همسرش به او خیانت کرده است، ناگهان، دچار دگرگونی می‌شود. همسرش که خود مشغول نوشتن بوده و درآمدی نداشته، به‌طرزی کنایه‌آمیزی حق درخواست نفقه را پیدا می‌کند. اما در توافق نهایی، مقرر می‌شود که فرانسس سهم خود از خانه (نصف مالکیت) را واگذار کند. این طلاق، و از دست دادن خانه به نفع همسر سابقش و معشوقه جدید، جوان و باردارش، باعث می‌شود فرانسیس دچار افسردگی شود و دیگر نتواند بنویسد.
دوست صمیمی‌اش پتی، که خودش در انتظار فرزندی از شریک زندگی‌اش گریس است، نگران آن است که فرانسیس هرگز نتواند از این ضربه روحی بهبود یابد. او فرانسیس را تشویق می‌کند تا با بلیت سفری که پیش از بارداری‌اش خریده بوده، به توسکانی در ایتالیا برود. در ابتدا فرانسس مخالفت می‌کند، اما پس از گذراندن یک روز دلگیر دیگر در آپارتمان موقتی‌اش، قبول میکند که این سفر فرصتی خوب برای دور شدن از شرایط فعلی‌اش باشد.

## بازیگران
- دایان لین
- ساندرا اوه
- لینزی دانکن
- رائول بووا
- ماریو مونیچلی
- کلاودیا جرینی
- دیوید ساتکلیف
- کیت والش
- الدن هنسون
- جفری تامبر
- مت سالینجر
- والنتینه پلکا
- پاوو شایدا
- آنیتا تساگاریا
- ساندرو دُری
- وینسنت ریوتا
- ماسیمو سارکیه‌لی

## تولید
در نوامبر ۱۹۹۸، تهیه‌کننده، تام استرنبرگ در حال فیلم‌برداری تریلر روان‌شناختی آقای ریپلی بااستعداد(۱۹۹۹) در ایتالیای شمالی بود. در هفته ماقبل پایانی از برنامه هفده‌هفته‌ای فیلم‌برداری، گروه در توسکانیِ و در شهر پینتزا، واقع در استان سیه‌نا، مشغول به کار بودند. پس از پایان روز فیلم‌برداری، «استرنبرگ»، کارگردان «آنتونی مینگلا»  و بازیگر «مت دیمون» در یک بار نزدیک محل فیلم‌برداری با فرانسیس می‌یز و همسرش اد ملاقات کردند،  در حالی که مشغول انتخاب لیوان‌های شراب بودند. استرنبرگ از دیدار با نویسنده شگفت‌زده شده بود، زیرا یک سال پیش‌تر خاطرات سال ۱۹۹۶ فرانسس می‌یز با عنوان زیر آفتاب توسکانی را خوانده بود، هرچند در ابتدا آن را مناسب اقتباس سینمایی نمی‌دانست. در مارس ۲۰۰۰، استرنبرگ بار دیگر در لس آنجلس با مِیز دیدار کرد، در زمانی‌که که هر دو مهمان کمیسیون فیلم توسکانی بودند. پس از این دیدار مجدد، استرنبرگ کتاب را دوباره خواند و متوجه پتانسیل آن برای تبدیل شدن به یک فیلم شد. استرنبرگ به همراه تهیه‌کننده اجرایی مارک گیل، کتاب را به آدری ولز دادند و از او خواستند دیدگاهش را درباره چگونگی اقتباس آن برای سینما ارائه دهد. ولز زیر آفتاب توسکانی را به‌صورت «یک کمدی رمانتیک کلاسیک و سرشار از زیبایی» تصور کرد که پیام آن این است: «اگر از جست‌وجوی عشق دست بکشید، عشق خودش به سراغ‌تان خواهد آمد.»

## مکان‌های فیلم‌برداری
- بانک «Banca CR Firenze»، کورتونا، توسکانی، ایتالیا (صحنه‌های داخلی بانک)
- بانک «Cassa di Risparmio di Firenze»، کورتونا، توسکانی، ایتالیا (صحنه معامله ملکی با کارمند قضایی)
- تئاتر «Teatro Signorelli»، کورتونا، ایتالیا (قرار سینمایی با پاول)
- استودیو «Cinecittà»، رم، لاتزیو، ایتالیا (به‌عنوان کتاب‌فروشی، آپارتمان پتی و گریس در سان‌فرانسیسکو)
- کورتونا، آرتزو، توسکانی، ایتالیا
- فلورانس، توسکانی، ایتالیا
- مونته‌ پولچیانو، سیه‌نا، توسکانی، ایتالیا (ترک کورتونا، مراسم عروسی)
- پوزیتانو، سالرنو، کامپانیا، ایتالیا
- رم، لاتزیو، ایتالیا
- بورگو ده چلی، اومبریا، ایتالیا
- سان‌فرانسیسکو، کالیفرنیا، ایالات متحده
- مونته‌ پولچیانو، توسکانی، ایتالیا (نمایش پرچم‌بازی)[۴]
- تئاتر «Teatro Signorelli»، کورتونا، آرتزو، توسکانی، ایتالیا (صحنه‌های داخلی)[۵]